# Hermócrates
Hermócrates (em grego clássico: Ἑρμοκράτης, ? — 407 a.C.) foi um militar e político de Siracusa, morto durante a Guerra do Peloponeso.
Em 424 a.C., Hermócrates liderou os gregos sicilianos, contra a crescente interferência de Atenas. Em 415 a.C., foi um dos três generais de Siracusa encarregados de enfrentar a invasão ateniense. Em 412 a.C., recebeu o comando de uma frota que deveria apoiar Esparta, no Mar Egeu. Em 410 a.C., na Batalha de Cízico, perdeu todos os seus navios, e foi banido de Siracusa. Em 407 a.C., tentou tomar o poder na cidade, à força, mas morreu durante a luta.